# Xeroniscus brevicaudatus
Xeroniscus brevicaudatus är en kräftdjursart som först beskrevs av Franco Ferrara 1973A.  Xeroniscus brevicaudatus ingår i släktet Xeroniscus och familjen Eubelidae. Inga underarter finns listade i Catalogue of Life.